# Шуйський Михайло Григорович
Михайло Григорович Шуйський (1883 — 1953) — український совєцький оперний співак (драматичний баритон), камерний співак і педагог. Заслужений артист РРФСР (1945).

## Життєпис
Михайло Григорович Шуйський народився 1 (13 листопада) 1883 року в Новогеоргіївську (зараз на дні Кременчузького водосховища). Незабаром після народження Михайла, родина переїхала до Кременчука Полтавської губернії. Ще дитиною Михайло співав у сімейному колі, виступав в дитячому хорі на криласі в Успенському соборі в Кременчуці.
У 1904 році Михайло Шуйський закінчив Харьковское коммерческое училище Императора Александра III — один з найбільших навчальних закладів сфери комерційної освіти в Російській імперії. Училище готувало фахівців вищої кваліфікації для торгових і промислових підприємств. Усередині училища діяв храм Нерукотворного Образу Господнього, де Михайло Григорович щодня виконував соло з хором хлопчиків протягом десяти років навчання в училищі.
В 1905 році Михайло Шуйський вступив доПетербурзької консерваторії в клас сольного співу.
У 1905 році в зв'язку з політичними подіями, заняття в консерваторії припинилися. Цього ж року Михайло Шуйський приїжджає до столиці Австрії Відня. З 1905 по 1909 роки Михайло Шуйський бере уроки вокалу у професора Габека Шулера (Habeck Schueler) в Академії Співочого Мистецтва у Відні.
В 1910 році російський депутат парламенту у Відні запросив Михайла брати участь в концерті на честь Миколи Васильовича Гоголя у Львові. Відгук про цей концерт з газети міста Львова: «… пана Шуйського, з його прекрасним і надзвичайно сильним тембром і широким діапазоном вважають наступником славного Шаляпіна.»
У 1910 році у Відні відбувся концерт, де Михайло Шуйський виконав арію Петруччі в «Приборкання норовливої». "…Пан Михайло Шуйський виконав Петруччі в «Приборканні норовливої з дивним загальновизнаним майстерністю.» / «Herr Michael Schuisky gab den Petrucchio in „Der Widerfpenftigen Zahmung“ mit anerkennenswerter Routine.»
У 1910 році Михайла Шуйського запросили співати на сцені Віденської Народної Опери «Volksoper». У вересні 1911 року Михайло Шуйський дебютує в партії Жерця в опері Моцарта «Чарівна Флейта». Volksoper, Wolfgang Mozart «Die Zauberflote», Priester — Hr. Schuisky. 21 жовтня 1911 року Михайла Шуйський дебютує в партії Битерольф в Опері Вагнера «Тангейзер». Volksoper, Richard Vagner «Tannhauser», Biterolf — Hr. Schuisky. 18 листопада 1911 року Михайло Шуйський дебютує в партії Еськамільо в опері Бізе «Кармен». Volksoper, Georges Bizet «Carmen», Escamillo, Stierfechter — Hr. Schuisky
У 1912 році з метою поповнення репертуару, Михайло Шуйський підписав договір на сезон 1912—1913 років, як єдиний відповідний драматичний баритон, з Оперним театром в Лінці (Landschaftliches Theater in Linz) і на літній час в Зальцбурзі. Лінц вже в ті роки вважався третім за величиною містом  Австрійської імперії. За два роки плідної роботи в оперному театрі в Лінці розкрився, удосконалювався і закріпився на все життя талант молодого співака.
25 березня 1912 року у Відні відбувся ювілейний концерт регента російської посольської церкви у Відні А. М. Архангельського, який славився почесною популярністю у віденських музичних колах, як відмінний диригент і видатний знавець музики. У концерті брали участь: російська капела — 20 осіб, професор Пол де Конн — клавір і соліст Михайло Шуйський-баритон, соліст Оперного театру Volksoper. Програма концерту складалася виключно з творів російських композиторів: Турчанінова, Березовського, Гречанінова, Мандичевского, Скрябіна, Борткевича, Мусоргського, Аренського, Рубінштейна і Анатолія Архангельського.
Jubilaums — Konzert. Russischen a capella — Chores. Mitwirkende: Herr Prof. Paul de Conne (klavier) and Herr Michael Schujskij, Opernsanger, Mitglied der Volksoper.
У 1913 році Михайло Шуйський отримує ряд пропозицій укласти контракти з театром міста  Бреслау в Польщі, з кількома театрами Австрії і Німеччини: Лінцу, Лейпцигу, в тому числі з Мюнхен ом на сезон з 1913 по 1914 роки, з Гамбургом на 5 років на будь-яких його умовах. 1 жовтня 1912 року було підписано договір з Імператорським театром Мюнхена на два роки. Dertrag — Theaters in Munchen. 12 жовтня 1912 року терміном на 5 років, (по 31 серпня 1917 року) був підписаний договір з театром у Гамбурзі. Dertrag Hamburger und Altonaer Stadt — Theaters
У 1913 році Михайло Шуйський, розриває всі контракти і повертається на батьківщину. 30 березня 1913 року в Маріїнському театрі з успіхом пройшло прослуховування голосу Шуйського. Серед інших до трупи Маріїнського театру були зараховані тільки двоє: тенор Малишев і баритон Шуйський. Михайло Шуйський мав дворічний досвід на сцені у Відні, Лінці, Зальцбурзі, тому не погодився із запропонованою директором театру Теляковським ставкою для початківців. Шуйський, проходить прослуховування у І. М. Лапицького. Йосип Михайлович Лапицький був відомим у  Петербурзі талановитим режисером оперних постановок у створеному ним в 1912 році Петербурзькому музичному театрі драми.
10 березня 1914 року контракт з Театром музичної драми був підписаний. Договір набрав чинності з 1 серпня 1914 по 15 січня 1915 рр. У 1914 році Михайло Шуйський виступає в партії Еськамільо в опері Бізе «Кармен» в театрі Музичної Драми.
Також Михайло Шуйський активно бере участь в серії патріотичних благодійних концертів, які організовує знаменита солістка Його Величності М. І. Горленко-Доліна в залі для глядачів цирку Чинізеллі, що уміщує 5000 глядачів.
В 1916 році Михайло Шуйський приїжджає до Кременчука. 1917 року він співає роль Євгенія Онєгіна в опері «Євгеній Онєгін» П. Чайковського, «Союз діячів сцени».
З 1917 по 1920 роки, під час окупації німецькими військами і громадянської війни в Україні, Михайло Шуйський був педагогом, солістом і режисером в театрах Катеринослава, Житомира, Кременчука.
В 1923–1932 роках Михайло Шуйський — артист Української Державної Опери. Він працював в Київському театр і опери і балету та  Одеському  театрі опери і Балету. В Одесі Шуйський виконує соло на сцені Оперного театру, викладає в консерваторії, виступає в концертних програмах на сцені і по радіо.
В 1932 році, будучи в складі Місцевого Комітету, Шуйський їде до Москви зі своїми пропозиціями як призупинити конфлікти творчого колективу з партійними працівниками адміністрації театру. Михайла Шуйського направляють на роботу на Урал до міста Перм. З 1933 по 1949 роки Михайло Шуйський продовжує свою творчу діяльність на сцені Театру Опери та Балету міста Перм.
В 1936 році 18 січня в газеті «Зірка» міста Пермі була опублікована стаття: "До 25-річного ювілею артиста опери М. Г. Шуйського.
Президія Пермського міськради підтримав клопотання робітників Заводу імені Сталіна та інших підприємств і колективів Пермі про присвоєння артисту Пермського оперного театру Михайлу Григоровичу Шуйському з нагоди 25-річчя його сценічної діяльності звання заслуженого артиста республіки, від свого імені з таким клопотанням звернулася до Народного комісаріату освіти РРФСР. "
У 1945 році після більш, ніж десятирічного очікування відповіді на численні клопотання від адміністрацій та громадськості міста Пермі, Михайло Шуйський отримує звання Заслуженого Артиста РРФСР.
В 1946 році Михайлу Шуйського вручають Орден Трудового Червоного Прапора.
13 травня 1949 року був відсвяткований 40-річний ювілей служіння Михайлом Шуйським сцені. Відбувся прощальний спектакль. До програми увійшли сцени з вистав «Тоска» Верді (II акт опери), барон Скарпіа — Михайло Шуйський, «Дубровський» Направника (IV акт опери), Троєкуров — Михайло Шуйський і «Князь Ігор» Бородіна (Половецький стан), князь Ігор — Михайло Шуйський.
В 1949 році Михайло Шуйський перейшов на педагогічну роботу.
11 вересня 1953 року Михайло Григорович Шуйський помер від крововиливу в мозок у віці 70 років. За своїм заповітом, похований на Єгошихинському кладовищі, Х квартал у могилі № 50 зі своєю дружиною Яніною Шуйською, яка померла в 1940 році.
Постановою міської влади Єгошихинське кладовище з 2011 року оголошено, особливо охоронною зоною з меморіальним комплексом.

## Оперні партії
ВІДЕНЬ, VOLKSOPER: 1910 — Жрець в опері Моцарта «Чарівна Флейта»; 1911 — Бітерольф в Опері Вагнера «Тангейзер»; 1911 — Еськамільо в опері Бізе «Кармен».
LANDSCHAFTLICHES THEATER IN LINZ в 1912—1913: Еськамільо в опері «Кармен» Жоржа Бізе; Граф Сен-Брі в опері «Гугеноти» Джакомо Мейєрбера; Нелюско в опері «Африканка» Джакомо Мейєрбера; Дон Пісарро в опері «Фіделіо» Л. В. Бетховіна; Амонасро в опері «Аїда» Джузеппе Верді; Ріголетто в опері «Ріголетто» Джузеппе Верді; Отелло в опері «Отелло» Джузеппе Верді; Граф ді Луна в опері «Трубадур» Джузеппе Верді; Рене в опері «Бал маскарад» Джузеппе Верді; Валентин в опері «Фауст» Шарля Гуно; Вотан в опері «Валькірія» Ріхарда Вагнера; Битерольф в опері «Тангейзер» Ріхарда Вагнера; Йоганн Хреститель в опері «Соломія» Ріхарда Штрауса; Бекмессера в опері «Нюрнберзькі Мейстерзінгери» Ріхарда Вагнера.
ТЕАТР МУЗИЧНОЇ ДРАМИ: 1914 — Еськамільо в опері «Кармен» Жоржа Бізе.
КРЕМЕНЧУК, «СОЮЗ ДІЯЧІВ СЦЕНИ»: У 1917 році — Євгеній Онєгін в опері «Євгеній Онєгін» П. Чайковського.
УКРАЇНСЬКА ДЕРЖОПЕРА (Київ, Харків, Одеса): 1922 — Князь Ігор в опері «Князь Ігор» О. Бородіна; 1922 — Борис Годунов в опері «Борис Годунов» М. Мусоргського; 1923 — «Запорожець за Дунаєм» Гулак-Артемівський; 1927 — Роже в опері «Шуанка» Е. місії; 1929 — П'єтро в опері «Дума чорноморська» Б. Яновського; 1932 — Мазепа в опері «Мазепа» П. Чайковського.
ПЕРМСЬКИЙ ТЕАТР ОПЕРИ ТА БАЛЕТУ в 1931—1932: Борис Годунов в опері «Борис Годунов» Мусоргського; Ріголетто в опері «Ріголетто» Верді; Яго в опері «Отелло» Верді; Еськамільо в опері «Кармен» Бізе; Барон Скарпіа в опері «Тоска» Пуччіні.
ПЕРМСЬКИЙ ТЕАТР ОПЕРИ ТА БАЛЕТУ З 1933 по 1949 р .: Качура в опері Чижки «Броненосець Потьомкін»; Тугар в опері «Беркути» Лятошинського; Князь Ігор в опері Бородіна «Князь Ігор»; Григорій Брудною в опері Римського-Корсакова «Царева наречена»; Демон Рубінштейна «Демон»; Мазепа в опері Чайковського «Мазепа»; Борис Годунов в опері Мусоргського «Борис Годунов»; Боярин Шакловітий в опері М. Мусоргського «Хованщина»; Еськамільо в опері Бізе «Кармен»; Ріголетто в опері Верді «Ріголетто»; Яго в опері Верді «Отелло»; Барон Скарпіа в опері Пуччіні «Тоска»; Троекуров в опері Направника «Дубровський»; Фігаро в опері Россіні «Севільський цирульник»; Жермон в опері Верді «Травіата»; Тоніо в опері Леонковалло «Паяци»; Амонасро в опері Верді «Аїда».

## Родина
У 1905 році Михайло Шуйський познайомився з майбутньою дружиною в столиці Австрії у Відні. Яніна Павловська приїхала до Відня з Варшави навчатися співу в Академію Співочого Мистецтва.
У 1906 році Яніна і Михайло Шуйський повінчалися в Православному Нікольському Соборі у Відні.
У 1910 і в 1912 році подружжя разом брали участь в концертних програмах у Відні, де Яніна виступала в партії Аїди в однойменній опері Верді.
У 1917 році в Кременчуці Яніна виступала в ролі Тетяни в опері П. Чайковського «Євгеній Онєгін». Під час громадянської війни, Яніна Шуйська втратила голос і надалі могла співати тільки в хорі.
З 1923 по 1939 роки Яніна Шуйська працювала художником по костюмах і в бутафорському цеху Київського Театру Опери та Балету і в Одеському Театрі Опери та Балету;
З 1933 року по 1939 роки Яніна Шуйська працювала художником по костюмах Пермського Театру Опери та Балету. Їх щасливий шлюб тривав 34 роки. Померла Яніна Протасївна Шуйська в 1940 році в Пермі. Похована в Єгошихінському некрополі, X квартал, могила № 50.
Син Євген Михайлович Шуйський народився в 1908 році у Відні, в Австрії.
У 1931 році закінчив декоративно-живописний факультет Всеукраїнської академії мистецтв в Києві. У 1929 році Євген Шуйський брав участь зі своїми художніми роботами у другій Всеукраїнській художній виставці Наркомосу УСРР, яка демостріровалась в Одесі, Донецьку і Харкові.
Євген Михайлович Шуйський працював головним художником в Оперних театрах Пермі, Горького і Саратова. Євген Шуйський був членом спілки художників. Помер Євген Михайлович Шуйський в 1975 році в Саратові.
Дочка Марина Михайлівна Шуйська народилася в 1915 році в Кременчуці. Марина Шуйська закінчила II Медичний інститут в Москві. Працювала лікарем педіатром в містах: Москві, Пермі, Уфі, Горькому, Новосибірську. У Новосибірську працювала лікарем педіатром і в Медичному інституті читала лекції на педіатричному факультеті.
Померла Марина Михайлівна Шуйська в Новосибірську в 1975 році.

## Відгуки преси з 1910 до 1949 роки
З УКРАЇНСЬКОГО ПРЕСИ 1912—1917.
Львів. "…пана Шуйського, з його прекрасним і надзвичайно сильним тембром і широким діапазоном вважають наступником славного Шаляпіна. " "… Громом оплесків публіка нагородила російського оперного співака М. Шуйського, який за короткий час своєї діяльності на сцені театру Volksoper здобув гучну популярність в музичних колах столиці. Молодому російському артисту пророкують світле майбутнє. Публіка вшановує його як свого улюбленця, очевидно, майбутнього наступника в мистецтві після Шаляпіна. " "… Пана Шуйського з його прекрасним і надзвичайно сильним тоном і широкою скелей, вважають наступником славного Шаляпіна. " "… Про нашого гостя з Відня Михайла Григоровича Шуйського можемо сказати, що його вже нині слід вважати артистом високого рівня. Уродженець Полтавської губернії, він поповнює нині свою освіту у віденських професорів. Всі якості, необхідні для співака, важко знайти у кого іншого в такій досконалості, як у Михайла Григоровича. Чудовий баритональний голос, з найпрекраснішим тембром, широкий, міцний — ось матеріал, яким володіє співак. Нині цей матеріал, прекрасно оброблений, знаходиться вже на ступені досконалості. При тому різноманітність у вимові таке величезне, яке не зустрічається майже ніколи у такої молодої співака. Вже сьогодні його доводиться порівнювати хіба з Баттістіні. З усього, що ми чули на концерті, можна припускати, що М. Г. Шуйський займе місце в рядах перших співаків світу, якщо не найперше. "
Кременчук. «…Союзом діячів сцени поставлена була в Артилерійських зборах опера П. Чайковського» Євгеній Онєгін ". Тетяну співала пані Шуйська, Онєгіна — пан Шуйський. У ліричних місцях голос Тетяни звучав м'яко і тепло. Сцена листа справила незабутнє враження … Чудовий Онєгін Шуйський. Великий, гарний, рівний у всіх регістрах голос. Зовнішність, манери, виконання — все витримано в деталях. Слухати і дивитися Онєгіна-Шуйського — величезну насолоду … "
ІЗ ЗАРУБІЖНОЇ ПРЕСИ 1910—1913. Переклад з Deutfch. Відень, Австрія. Schujsky Michael, Volksoper, Wien. Dramatischer Bariton. Spezialerfolge als Eskamilio in «Carmen». Erfolgreiches Auftreten in «Faust», «Troubadour», «Afrikanerin» ets. Gastiert in Lemberg als Konzertsager. 1912. Михайло Шуйський, театр Volksoper, Відень. Драматичний баритон. Особливих успіхів досяг виконуючи партію Еськамільо в «Кармен». Процвітаючий виконавець в «Фаусті», «Трубадур», «Африканка» та інших. Заангажований в театрі Volksoper. Гість у Львові дає концерти. 1912.
«Die Wahrheit». Відгук з газети «Die Wahrheit», опера Д. Верді «Ріголетто», Лінц, Австрія.
«Rigoletto». Dienstag abends wurde Verdis melodioese Oper «Rigoletto» an unserer Landesbuene aufgefuehrt, um dessen wuerdige Wiedergabe sich hauptsaechlich unser Heldenbariton, Herr Schuisky verdient gemacht hat. Als Traeger der Titelrolle leistete der geschaetzte Kuenstker an diesem Abende grossartiges: sein Gesang war in allen Lagen fein nuanciert und von wunderbarer Reinheit ausgezeichnet . Ebenso war Spiel und Maske vortrefflich. Herr Schuisky hat mit seinem Rigoletto neuerlich sein kuenstlerisches Koennen auf das glaenzendste bewiesen . « „У вівторок ввечері на нашій столичній сцені опера Верді“ Ріголетто» була поставлена головним чином з тим, щоб наш драматичний баритон, пан Шумський, створив справді гідне виконання. Виконавцем головної ролі шановний майстер в цей вечір зробив щось незвичайне: його спів було з будь-якої точки зору чудовим і відрізнялося дивовижною чистотою звучання. Точно так же були чудовими гра і грим. Пан Шуйський знову блискуче довів свою художню майстерність. "
«Tages-Post». Відгук на виконання опери Верді «Ріголетто» в місті Лінці, Австрія, 7 січня 1913 р газета «Tages-Post»
Der bucklige Hofnarr fand im Heldenbariton Herrn Michael Schuisky einen kraftstrotzenden, mehrfach auch ueber die Kraft ausgebenden Vertreter. Wie Liszt einmal behauptete, es gaebe keinen absolut schlechten Menschen, in dem nicht doch einmal ein goettlicher Funke durchschluege, so ist auch Herrn Schuosky vor allem daran gelegen gewesen, das Bild des um die tote Gattin trauernden Mannes und des sein einziges Kind ueber alles liebenden Veters hervorzuheben. Diese schoenen Momente, in denen er so ruehrende und ueberzeugende Toene fand, gaben ihm auch das Absolutorium fuer manche gar zu naturalistisch -grelle Ausschreitungen, die er sich mit seiner grossen, umfangreichen und droehnenden Stimme impulsiv erlaubte. Im grossen Monolog des zweiten Aktes, im Duett mit Gilda und dem praechtig gesungenen Quartett des vierten Aktes ersahen wir die Glanzstellen seiner noch der Klaerung beduerfenden Leistung, die allerdings nach der darstellerischen Seite zu einem reineren Eindruck gebildet war .
"Горбатий придворний блазень знайшов в особі драматичного баритона пана Михайла Шуйського, який пашить енергією і силою виконавця. Як стверджував Ф. Лист, не буває абсолютно поганої людини, в якій хоч раз не блиснула Божа іскра. Таким пан Шумський передав образ людини, убитої горем після смерті дружини і батька, люблячого понад усе свою єдину дитину. Ці прекрасні хвилини, в яких він знайшов такі зворушливі і переконливі тони, дали йому також повну свободу для деяких занадто натуралістичних витівок, які він імпульсивно дозволяв собі своїм потужним громовим голосом. У великому монолозі другого акту в дуеті з Джільди і чудово виконаному квартеті четвертого акту ми бачимо коронні пасажі його виконання, що вимагає ще свого тлумачення. У всякому разі, з образотворчої точки зору його виконання створило яскраве враження. "
«Tages Post». Уривок з рецензії на оперу Кінцеля «Хреститель» з газети «Tages-Post», жовтень 1912 року, Лінц, Австрія.
Das Theater war bis zum letzten Platz gefuellt. Fuer den «Evangelimann» und seinen schurkischen Bruder Johannes haben wir heuer derart durchgreifende Interpreten, dass weitere gutbesuchte Wiederholungen des Werkes ausser Zweifel stehen . Zu aehnlicher Hoehe vorzueglicher Leistung schwang sich der Johannes des Herrn Michael Schujsky auf, der fuer den kriecherischen Streber und gewissenlosen Gesellen durchaus lebenswahre Darstellungsmittel fand und diese mit grossen klangvollen Toenen seines echten Heldenbaritons, aber auch mit weichen, lockenden Klaengen, die der Brust eines Heldentenors entsprungen zu sein schienen, trefflich unterstuezte. Das kuenstlerisch so ueberzeugende Bruederpaar wurde stuermisch bedankt.
"Театр був повний. Для ролі «Хрестителя» і його підлого брата Йоганна у нас в цьому році є такого роду виняткові виконавці, що відвідувати цей спектакль будуть поза всяким сумнівом багато глядачів. Настільки високого успіху досяг, зігравши партію Йоганна, пан Михайло Шуйський, який знайшов для зображення плазування кар'єриста і безсовісного бродяги надзвичайно достовірні кошти і вдало підкріпив це потужними звуками свого справжнього драматичного баритона і також м'якими, звабливими звуками, які, здавалося, йшли з грудей драматичного тенора. Ця настільки художньо обов'язкова пара братів була зустрінута бурхливими оплесками вдячних глядачів. " «Wahrheit!» Musikvereinskonzert. Газета «Wahrheit!» , Філармонічний концерт. Лінц, Австрія.
"Den gleichen Erfolg ernteten die Lieder fuer Bariton, von dem Herrn Opernsaenger M. Schujsky, vornehm und kuenstlerisch gesungen. In dem Liede «Meine Lust ist Leben!» — eine Dichtung von Peter Rosegger — errang er durch seinen schoenen Vortrag, der musikalisch besonders wertvollen Komposition ungeteilte Anerkennung. Ungemein farbenpraechtig und wirkundsvoll gestaltete sich die Darbietung der aus der Feder Richard Wagners stammenden und von Dr.Kienzl vertonten Dichtung «Bonapartes Heimkehr». " "Такий же успіх мали пісні для баритона, благородно і художньо виконані, оперним співаком, паном М. Шуйський. У п'єсі «Жити-значить радіти» на слова Петера Розеггера він досяг одностайного визнання завдяки своєму прекрасному виконанню і особливої музичної композиції. Надзвичайно барвисто і вражаюче виявилося виконання «Повернення Бонапарта на батьківщину» Ріхарда Вагнера, покладений на музику доктором Кінцелем. "
Wohltaetigkeitsvorstellung bekannten Habeck Schueler. Благодійний виступ відомих учнів Габека Шулера. Відень, Австрія.' «Neue Wiener Buehne». Herr Michael Schuisky vom Linzer Stadttheater bot als Rigoletto ganz Hervorragendes ebenso in Aida, wo er den Amonasro gab, waerend Frau Fuuina Schuisky als Aida gesanglich und als Darstellerin fehr gutes Koennen zeigte .
Газета «Нова Віденська сцена»: "Пан Михайло Шуйський з міського театру Лінца як в ролі Ріголетто, так і в ролі Амонасро в "Аїді «, так само і його дружина Яніна Шуйська як виконавиці ролі Аїди, проявили видатні співочі можливості.» 23 вересня 1912 З Петербурзької (Петроградського) ПРЕСИ 1912—1916. "Відень … Російські студенти, байдужі до політики і зайняті своїми науками … утворили російський гурток, який і влаштував новорічну зустріч 31 грудня вночі, по-російськи. Вечірка зібрала повний зал гостей і пройшла дружно і весело. У концерті взяли участь … баритон М. Г. Шуйський, артист віденської Volksoper у Відні. Молодий російський співак вперше почав своє артистичне турне у Відні, де він здобув музичну освіту, настільки сподобався німецьким антрепренер, що вони вже підписали з ним контракт в Гамбурзі на п'ять років і запросили на гастролі в Лейпциг. Прекрасний тореадор — Шуйський мріє після закінчення своїх закордонних контрактів повернутися на батьківщину і співати на російських оперних сценах. "
"Концерт, влаштований Всеросійським національним клубом на честь галицько-російських діячів і селян, пройшов з незвичайним підйомом … Арія Шакловатого з «Хованщина» Мусоргського, із закликом захисту російської землі, викликала бурю захоплення. Заспівав її баритон М. Г. Шуйський, колишній член віденської опери, запрошений тепер в «Музичну драму», виконав цю арію з надзвичайним почуттям. Публіка влаштувала йому тривалу овацію … " «Лист подяки від Його Імператорської Високості Великої Княгині Ксенії Олександрівни: Його високородію М. Г. Шуйському. Милостивий Пане Михайло Григорович. Велика Княгиня Ксенія Олександрівна зволила доручити мені передати Вам сердечну подяку Її Імператорської Високості за Ваше люб'язне участь в патріотичному вечорі М. І. Горленко-Доліної 8-го Вересня цього року на користь Складу Великої Княгині для постачання хворих і поранених.» Фрейлина Її Імператорської Високості Великої Княгині Ксенії Олександрівни С. Луженова. 13 вересня 1914 року " "Лист подяки від Великої Княгині Марії Павлівни Його високородіє Пану Михайлу Григоровичу Шуйському: Ваша прихильна участь в патріотичному Вечері, влаштованому 11 вересня цього року в залі для глядачів Цирку Чинізеллі, солістка ЙОГО Величності М. І. Горленко-Доліної, сприяла тому видатному успіху, з яким пройшов цей вечір і весь збір з якого надійшов на користь Санітарних Організацій Її Імператорської Високості Великої Княгині МАРІЇ ПАВЛІВНИ. За наказом Великої Княгині маю честь оголосити Вам подяку Її Імператорської Високості за Ваше люб'язне сприяння в справі надання допомоги хворим і пораненим воїнам. Генерал-Ад'ютант Князь М. Ташунін. «22 вересня 1914 року» ПУБЛІКАЦІЇ В ПЕРМСЬКОЇ ГАЗЕТІ «ЗІРКА»
"… М. Г. Шуйський є, безсумнівно, найпопулярнішим в Пермі артистом опери. Він добре відомий не тільки в Пермі, він добре відомий і в Україні, де він співав у всіх оперних театрах; знають його і в Ленінграді, Свердловську, Кірові, Казані та інших містах. "
«Концерт М. Г. Шуйського» У концерті виконувалися арії з опер, пісні, романси, пісні радянських композиторів … У хорошого, культурного співака Шуйського багато чому може вчитися не тільки оперна молодь, а й основні співаки нашої опери. Вчитися дбайливого поводження з музичним вмістом виконуваного твору, культурі співу, точності передачі, виразності, правильності тлумачення музики. "
«Видатний артист.» Добре знає і цінує широка громадськість нашого міста чудового майстра сцени — артиста Пермського театру опери та балету Михайла Григоровича Шуйського. У приміських глядачів надовго залишаються в пам'яті образи, створені Михайлом Григоровичем Шуйський … Артист має сильну красивим голосом і чудово володіє їм. Як виконавець, Михайло Григорович Шуйський є не тільки прекрасним співаком, а й відмінним артистом. Кожен образ, створений ним, правдивий і переконливий … По праву він належить до числа кращих артистів не тільки Пермської області, а й усієї республіки. Їм виховане багато молодих артистів. Його знають скрізь, особливо серед радянської інтелігенції …
«Артист М. Г. Шуйський.» "… У Пермському державному театрі опери і балету Михайло Григорович Шуйський — один з найпопулярніших артистів. Творчий шлях його вельми цікавий… Закінчивши музичну освіту, Шуйський надходить солістом в Віденський оперний народний театр і вже перші його виступи мають гучний успіх … Десятки запрошень з Лейпцига, Лінца і Гамбурга посилалися талановитому солісту. [Але] в 1913 році Михайло Григорович Шуйський їде до Росію, в Петербург, де вступає солістом в трупу музичної драми. Глядач скоро помічає обдарованого співака і його виступи оцінює гідно … У 1924 році глядачі зустрічають Шуйського на сцені Київської опери. Тут він співає разом з Собіновим, Барсової, Паторжинським і іншими відомими артистами нашої країни. Місцевий комітет театру доручає йому велику громадську роботу по керівництву шефством оперних театрів України над Червоною Армією. У Михайла Григоровича Шуйського зберігається альбом вирізок рецензій з газет російських і закордонних … У цьому альбомі видно велику творче життя артиста. У Пермі М. Г. Шуйський з 1931 року працює в театрі опери. За ці роки трудящі Пермі гаряче полюбили артиста Шуйського … "
«Чудовий майстер сцени.» Працівники радіокомітету пишуть, що артист Шуйський, неодноразово виступав в Радіоконцерт, користується великою любов'ю радіослухачів. Після його концертів редакція завжди отримує масу теплих відгуків. Всім відомі образи, створені Шуйський. Це, перш за все, князь Ігор в однойменній опері Бородіна. Мужній і ніжний образ цей досконало вдається Шуйського. Надзвичайно хороший Шуйський в ролі Ріголетто а однойменній опері Верді. Трагічний і зворушливий образ блазня, створений Шуйський, приголомшує нас до глибини душі. Життєрадісний, пристрасний Тореадор в «Кармен», величний і підступний Мазепа, жорстокий Скарпіа в «Тосці», відчайдушний Томський в «Піковій дамі», хитрун і інтриган Шакловітий в «Хованщина» — ось ціла галерея образів, найрізноманітніших за характером, прекрасно виконаних Шуйський.
«40 років на сцені.» Вшанування заслуженого артиста РРФСР М. Г. Шуйського. За ці роки М. Г. Шуйський створив на сцені ряд пам'ятних образів. Діяльність М. Г. Шуйського була високо оцінена. Уряд присвоїв йому почесне звання Заслуженого артиста республіки та нагородило орденом Трудового Червоного Прапора.
«Артисти Пермської опери.» Михайло Григорович Шуйський (1883—1953) був одним з найбільш віртуозних співаків в пермській трупі. Володів сильним, красивого тембру лірико-драматичним баритоном…. Шуйський володів високою музичною культурою, що виражалося, насамперед, в особливостях його роботи над образом … Він прекрасно відчував стиль композитора і вмів передати його. Кожну його роль відрізняла філігранна обробка. Голосом він міг висловити настрій, почуття, характер … Акторська і співоче мистецтво М. Г. Шуйського було зразком високого професіоналізму, кожна партія, що виконується їм, була справжнім уроком майстерності. "

## Пам'ять
У 1949 р Михайло Шуйський перейшов на педагогічну роботу. Він намагався передати студентам всі ті знання і секрети вокальної майстерності, які він отримав в своє час у професорів у Відні. Михайло Шуйський ділився своїм досвідом з майбутнім поколінням молодих співаків вдосконалення голосових і драматичних можливостей вже будучи на сцені. Коли молодому виконавцю необхідно враховувати акустику залу театру, відчувати диригента, оркестр, бути членом оперного ансамблю.
Протягом 1951—1952 років Михайло Григорович пише мемуари: «Мої театральні спогади», які зберігаються в архіві музею Пермського Театру Опери та Балету.
У 1951 році на обласній художній виставці була показана скульптура Заслуженого Художника РРФСР Е. Шоріної: М. Г. Шуйський Заслужений Артист РРФСР. Скульптура (бюст) зберігається в музеї Пермського Театру Опери та Балету.
У 2011 році в Пермському парку пам'яті — Егошихинский історичному некрополі — відновлений пам'ятник російському співакові Михайлу Григоровичу Шуйського Заслуженому артисту РРФСР, X квартал пам'ятник № 50.

## Нагороди
"Найвищим затверджений жетон у пам'ять про патріотичні концерти Солістки ЙОГО Величності М. І. Горленко-Доліної (розетка з національних кольорів присвоєна при носінні жетона дамам і статським).
Посвідчення. Видано Артистові Музичної Драми Михайлу Григоровичу Шуйськомув у тому, що він, брав участь у моїх патріотичних концертах, на підставі доданої при цьому копії повідомлення Адміністративного Відділу Головного Штабу від 11 листопада 1914 за № 101353, мати право носіння найвище затвердженого, у 8-й день листопада 1914 року, жетона на пам'ять про ці концерти.

 Солістка ЙОГО Величності Марія Горленко-Долина. Квітень 1915 р."  
- Заслужений артист РРФСР (1945)
- орден Трудового Червоного Прапора (31.07.1946)